# Eisenbahnmuseum Bochum

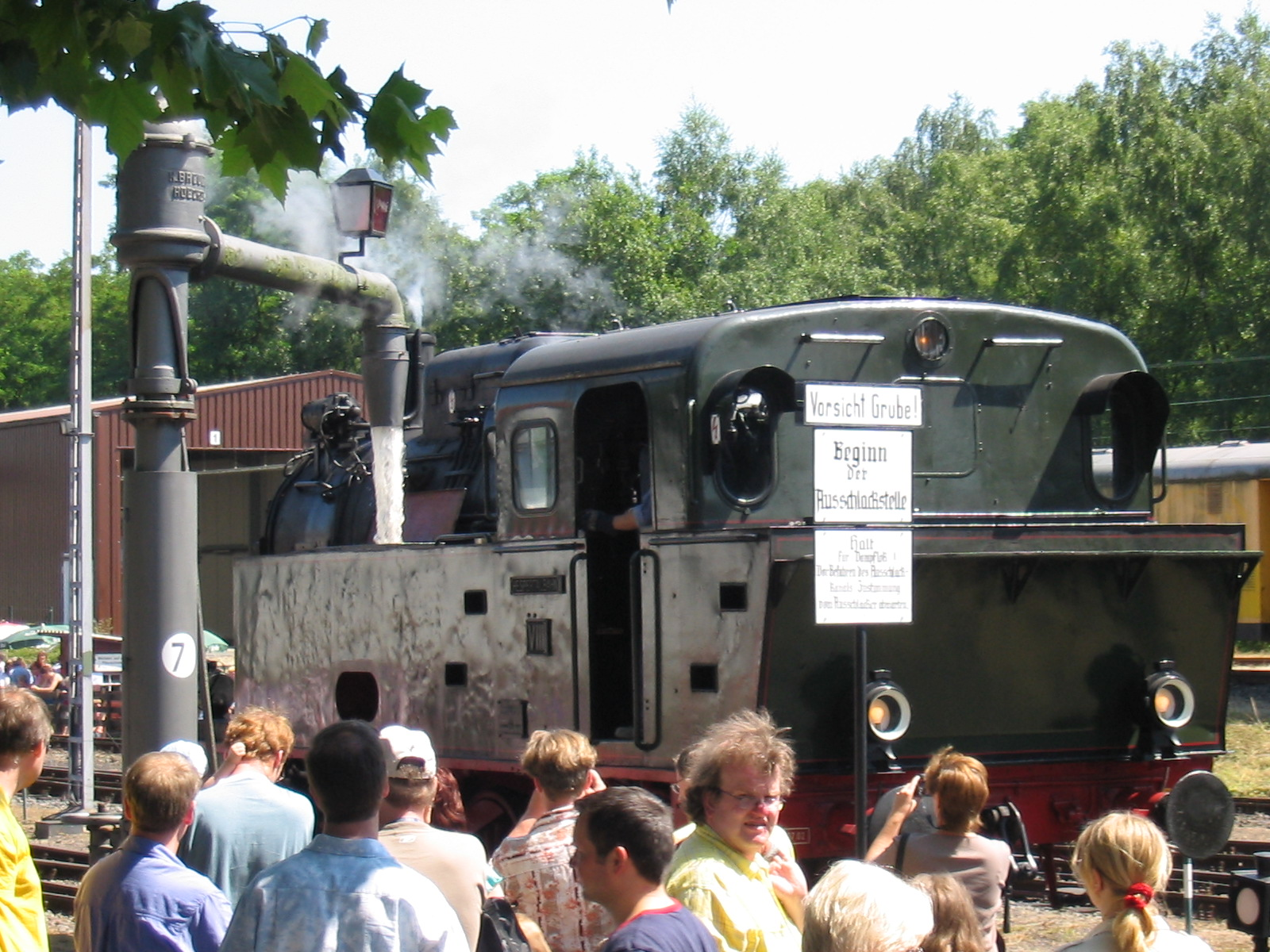
Betrieb beim Familientag

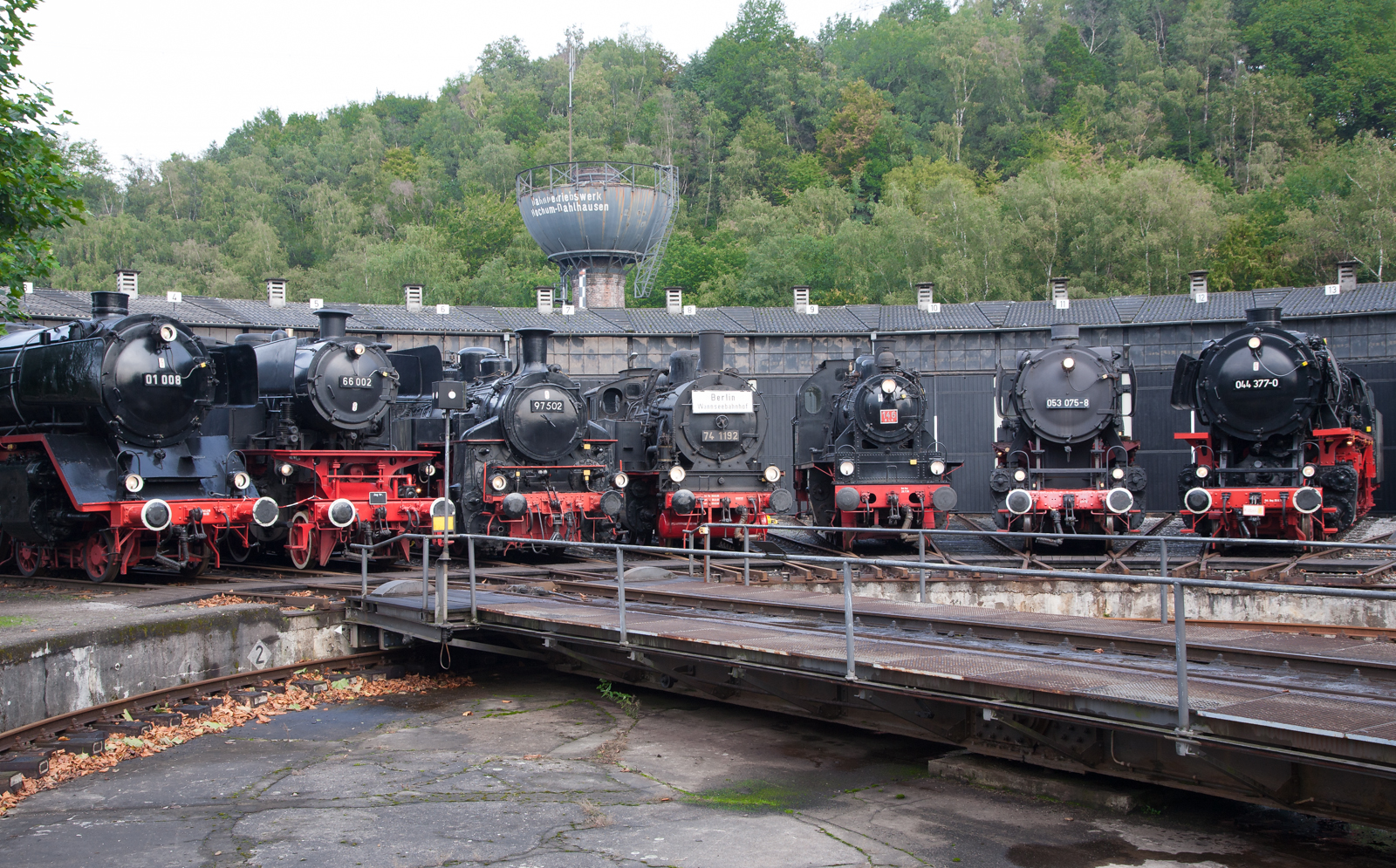
Lokomotivparade vor dem Ringlokschuppen bei den Museumstagen im September 2010

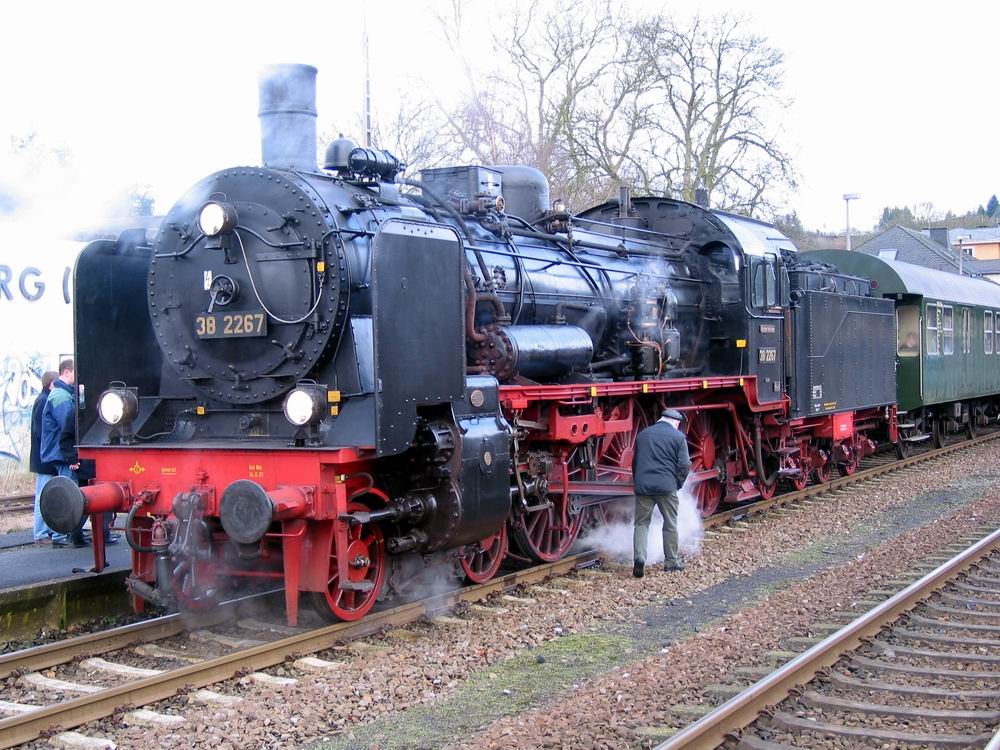
Preußische P 8 des Eisenbahnmuseums – Baujahr 1918

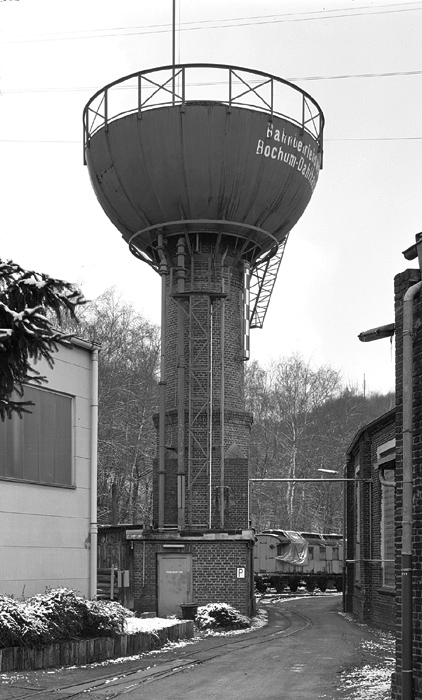
Wasserturm zur Versorgung der Lokwasserkräne

Das Eisenbahnmuseum Bochum ist ein Eisenbahnmuseum im Südwesten von Bochum, das 1977 auf dem Gelände des von 1916 bis 1918 erbauten und 1969 stillgelegten Bahnbetriebswerkes in Dahlhausen von der Deutschen Gesellschaft für Eisenbahngeschichte e. V. gegründet wurde und seit 2011 von der Stiftung Eisenbahnmuseum Bochum betrieben wird. Es ist mit einem Areal von etwa 46.000 m² eines der größten privaten Eisenbahnmuseen Deutschlands.
Mittelpunkt des Museums bilden der 14-ständige Lokomotivschuppen mit 20-Meter-Drehscheibe, Wasserturm, Werkstätten und Lokomotivbehandlungsanlagen wie Bekohlungsanlage, Wasserkran und Sandturm für die Sandstreueinrichtung. Zusätzlich befinden sich zwei weitere Ausstellungshallen mit Gleisen auf dem Gelände. Auch eine betriebsfähige 600-mm-Feldbahn ist vorhanden. Die gesamte Anlage des ehemaligen Bahnbetriebswerkes steht unter Denkmalschutz.
Das Museum ist ein Ankerpunkt der Route der Industriekultur.

## Geschichte
Das Eisenbahnmuseum Bochum hat sich von einem Bahnbetriebswerk zum derzeit größten privaten Eisenbahnmuseum in Deutschland entwickelt. Die Anlage wurde in den Jahren 1916–1918 errichtet. Bis 1925 wurden hier die Lokomotiven der zahlreichen benachbarten Bahnbetriebswerke untersucht und repariert. Ab 1925 erhielt das Betriebswerk Dahlhausen/Ruhr von den Betriebswerken Hattingen/Ruhr und (Essen)-Steele-Nord eigene Lokomotiven und eigenes Fahrpersonal zugeteilt.
Hauptleistung für die von hier eingesetzten Dampflokomotiven war der schwere Güterzug-Streckendienst, wobei der Kohlentransport für den Steinkohlenbergbau im Ruhrgebiet die überragende Rolle spielte. Die im Güterbahnhof zusammengestellten Güterzüge mussten zu den Bestimmungsbahnhöfen abgefahren werden, wobei im Gegenzug leere Güterwagen zu den Zechen gebracht wurden.
Der durchschnittliche Lokomotivbestand betrug 50 Dampflokomotiven. 522 Arbeiter waren 1957 im Bahnbetriebswerk beschäftigt, zu dem auch eine Reparaturhalle für defekte oder untersuchungspflichtige Güterwagen gehörte. Auch in Wattenscheid-Eppendorf bestand eine solche Güterwagenreparatur, die dem Bahnbetriebswerk Bochum-Dahlhausen unterstand. Während des Zweiten Weltkrieges mussten vom Bahnbetriebswerk Dahlhausen/Ruhr viele Dampflokomotiven an die Ostfront abgegeben werden. Als Ersatz kamen dann sogenannte Mietlokomotiven aus Frankreich und Belgien zum Einsatz.
Die Zerstörung der Staumauer der Möhnetalsperre brachte durch die Flutwelle der Ruhr große Schäden an den Bahnanlagen im Ruhrtal. Beim Rückzug der deutschen Wehrmacht wurden die Eisenbahnbrücke Hattingen, die Eisenbahnbrücke Dahlhausen, die RhE-Brücke Steele (nahe dem Holteyer Hafen, nicht wieder aufgebaut) und die Ruhrbrücke Steele gesprengt. Dadurch gab es erhebliche Einschränkungen im Eisenbahnbetrieb. Außerdem wurde das Bahnbetriebswerk Dahlhausen durch zahlreiche Bombentreffer zerstört.
Nach Kriegsende herrschte starker Mangel an Kohle und trotz der nur notdürftig instandgesetzten Fahrzeuge und Bahnanlagen wurden den Eisenbahnern ungeheure Transportleistungen für das aufstrebende Wirtschaftswunder abverlangt.
Mitte der 1960er Jahre konnten im Güterbahnhof Bochum-Dahlhausen täglich noch mehr als 2000 Güterwagen abgefertigt werden.
Ende der 1960er Jahre war die Kohleförderung im Ruhrbergbau vielerorts unrentabel geworden und viele Zechen mussten schließen. Damit war auch der Haupteinsatz der Lokomotiven des Bahnbetriebswerk Bochum-Dahlhausen entfallen. Das Bahnbetriebswerk wurde am 1. August 1969 als selbständige Dienststelle geschlossen und ein Teil der Anlagen zurückgebaut. Die Güterwagenausbesserung wurde 1982 aufgegeben.
Die Deutsche Gesellschaft für Eisenbahngeschichte versetzte das Betriebswerksgelände ab 1968 schrittweise wieder in den Originalzustand der Dampflokzeit und machte es 1977 der Öffentlichkeit als Museum zugänglich. Das Ziel des Eisenbahnmuseums ist seitdem nicht nur der Erhalt und die Restaurierung von Fahrzeugen, sondern auch der Aufbau eines eisenbahntypischen Umfeldes mit entsprechenden Gebäuden und technischen Anlagen. Das komplett von der Deutschen Bundesbahn angemietete ehemalige Bahnbetriebswerk Bochum-Dahlhausen bietet dazu die besten Voraussetzungen.
Vom 3. bis zum 13. Oktober 1985 fand im Rahmen der Veranstaltungen „150 Jahre Deutsche Eisenbahnen“ auf dem benachbarten ehemaligen Rangierbahnhof Bochum-Dahlhausen eine große Fahrzeugschau der Deutschen Bundesbahn unter dem Motto Vom Adler bis zur Gegenwart statt, an der auch das Eisenbahnmuseum beteiligt war. Sie zählte zu den größten ihrer Art.
Am 14. Juli 2011 wurde von der Deutschen Gesellschaft für Eisenbahngeschichte und der Stadt Bochum die Stiftung Eisenbahnmuseum Bochum gegründet, die seitdem Eigentümerin der Fahrzeugsammlung ist. Seit diesem Datum führt das Museum den Namen Eisenbahnmuseum Bochum.

## Selbstverständnis und Aufgaben
Die Eisenbahn der Dampflok-Ära für nachfolgende Generationen zu erhalten und ihre Bedeutung für die Entwicklung der Gesellschaft und Wirtschaft in Deutschland zu präsentieren, ist das Ziel des 1977 gegründeten Museums. Ehrenamtliche Mitarbeiter entwickeln Veranstaltungen und Sonderfahrten, um den Besuchern einen lebendigen und somit nachhaltigeren Eindruck einer historisch bedeutenden Technik zu vermitteln. An einigen Tagen, wie den jährlichen Museumsfesten im April und September, werden daher verschiedene Fahrzeuge in Bewegung gesetzt und können von den Besuchern in Aktion besichtigt werden.

## Betrieb

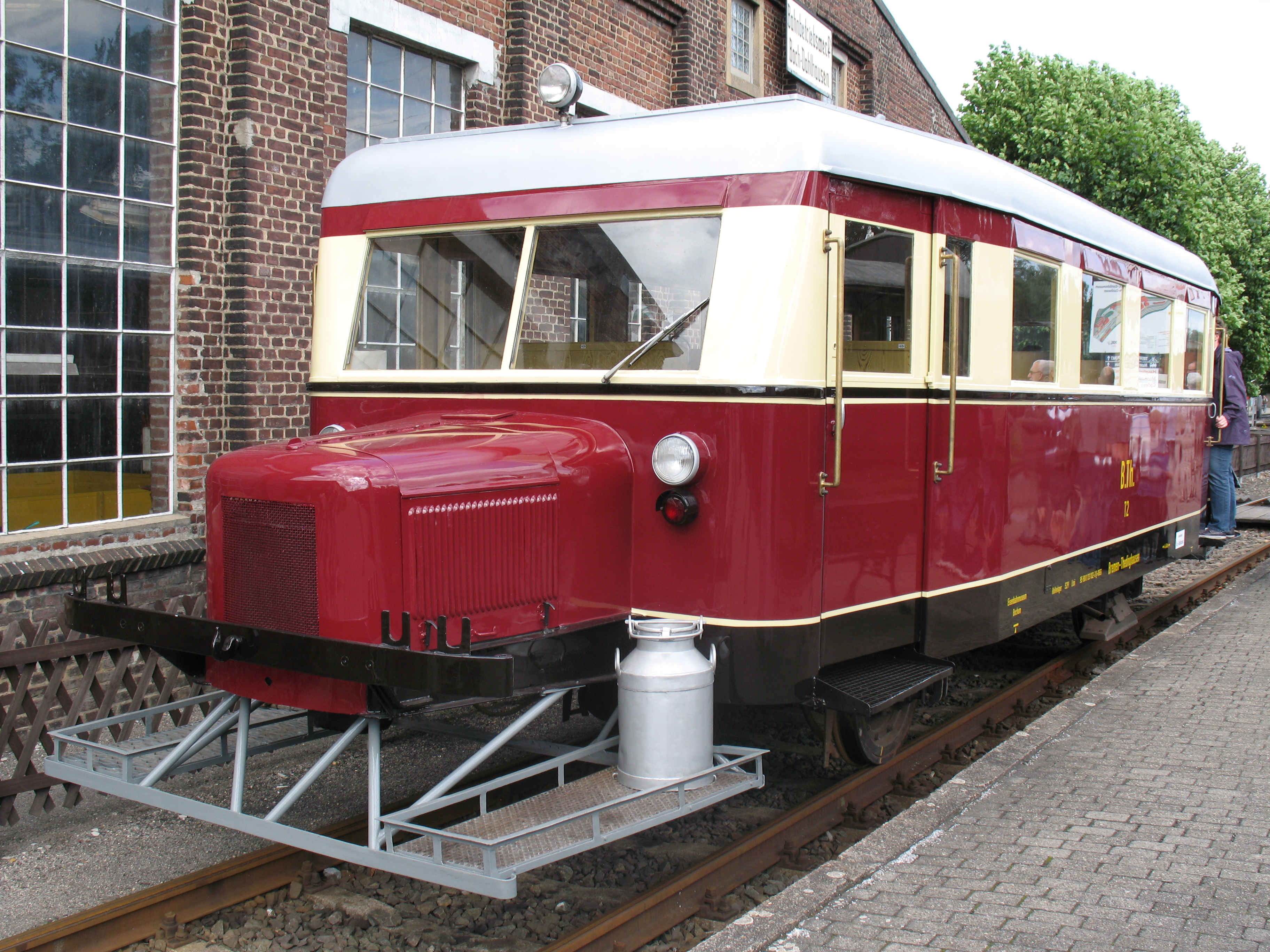
Als Shuttle genutzter Wismarer Schienenbus

Bei den regelmäßig durchgeführten Tagesfahrten erleben die Fahrgäste eine nostalgische Art des Reisens.
Vom Bahnsteig im Museumsgelände gibt es Museumszugfahrten durch das Ruhrtal, die mit verschiedenen Fahrzeugen angeboten werden. Dabei kommt auf der von April bis Oktober regelmäßig bedienten Strecke vom Museum nach Wengern-Ost einmal monatlich eine Preußische P 8 (38 2267) als Lokomotive zum Einsatz. An der Museumseisenbahn beteiligt sich auch der 1949 gegründete Modell-Eisenbahn-Club Essen & Umgebung e. V. mit einem restaurierten und bewirtschafteten Reisezugwagen von MAN aus dem Jahre 1921.
Zudem fährt sonntags ein Shuttlezug vom Eisenbahnmuseum zum Bahnhof Bochum-Dahlhausen, wo Anschluss an die S-Bahn nach Essen und Hattingen besteht. Dieser Shuttlezug besteht aus einem Wismarer Schienenbus, umgangssprachlich Schweineschnäuzchen genannt.
| Linie | Linienverlauf                                                                                  | Takt                                                        | Betreiber              |
| ----- | ---------------------------------------------------------------------------------------------- | ----------------------------------------------------------- | ---------------------- |
| RB    | Ruhrtal: Eisenbahnmuseum – Bochum-Dahlhausen – Hattingen (Ruhr) – Witten-Herbede – Wengern-Ost | Erster So, zweiter Sa & vierter So im Monat (April–Oktober) | Eisenbahnmuseum Bochum |
| RB    | Schweineschnäuzchen: Eisenbahnmuseum – Bochum-Dahlhausen                                       | So/Feier 30 min                                             | Eisenbahnmuseum Bochum |

## Ausstellung und Exponate

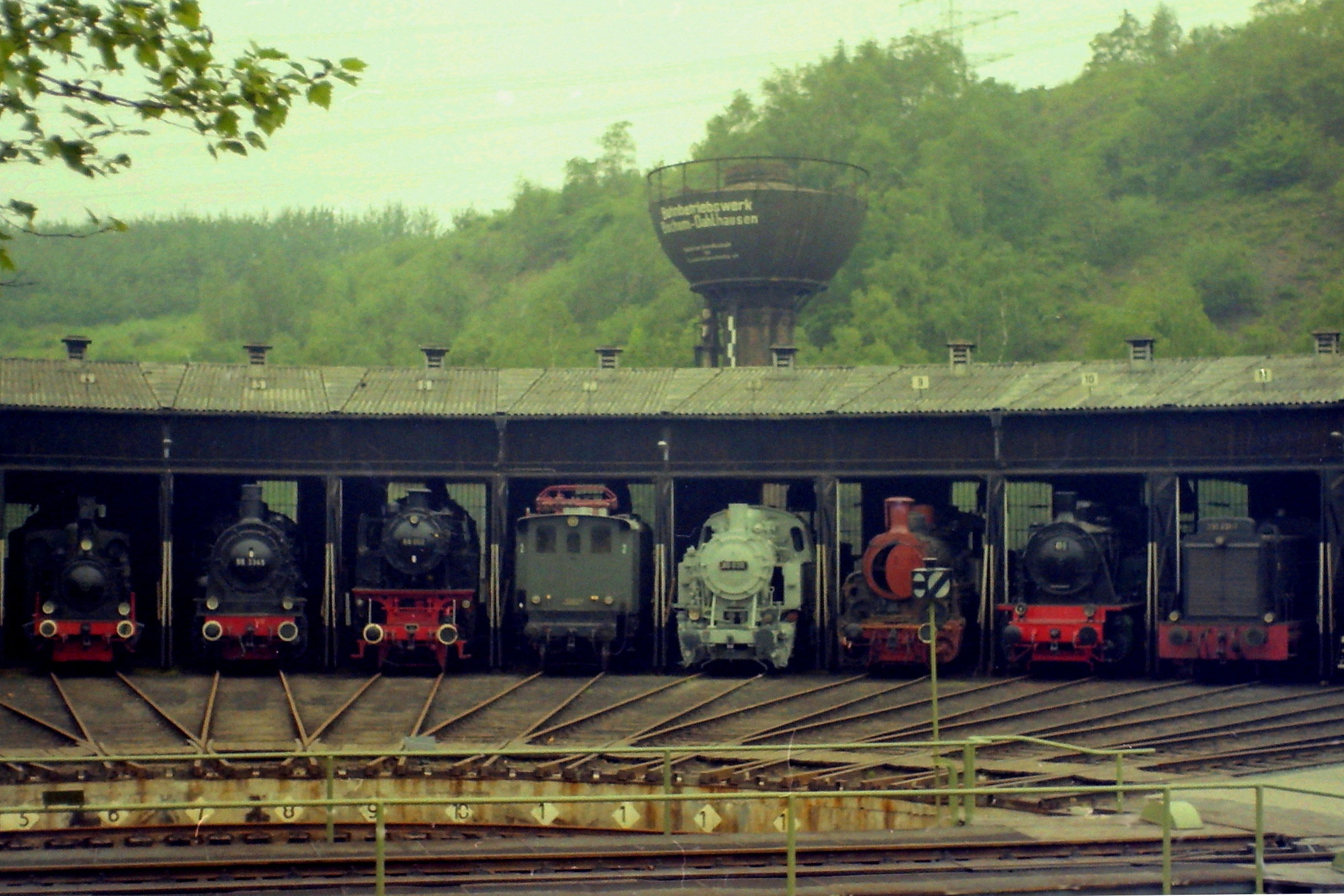
Lokomotivparade (1977)

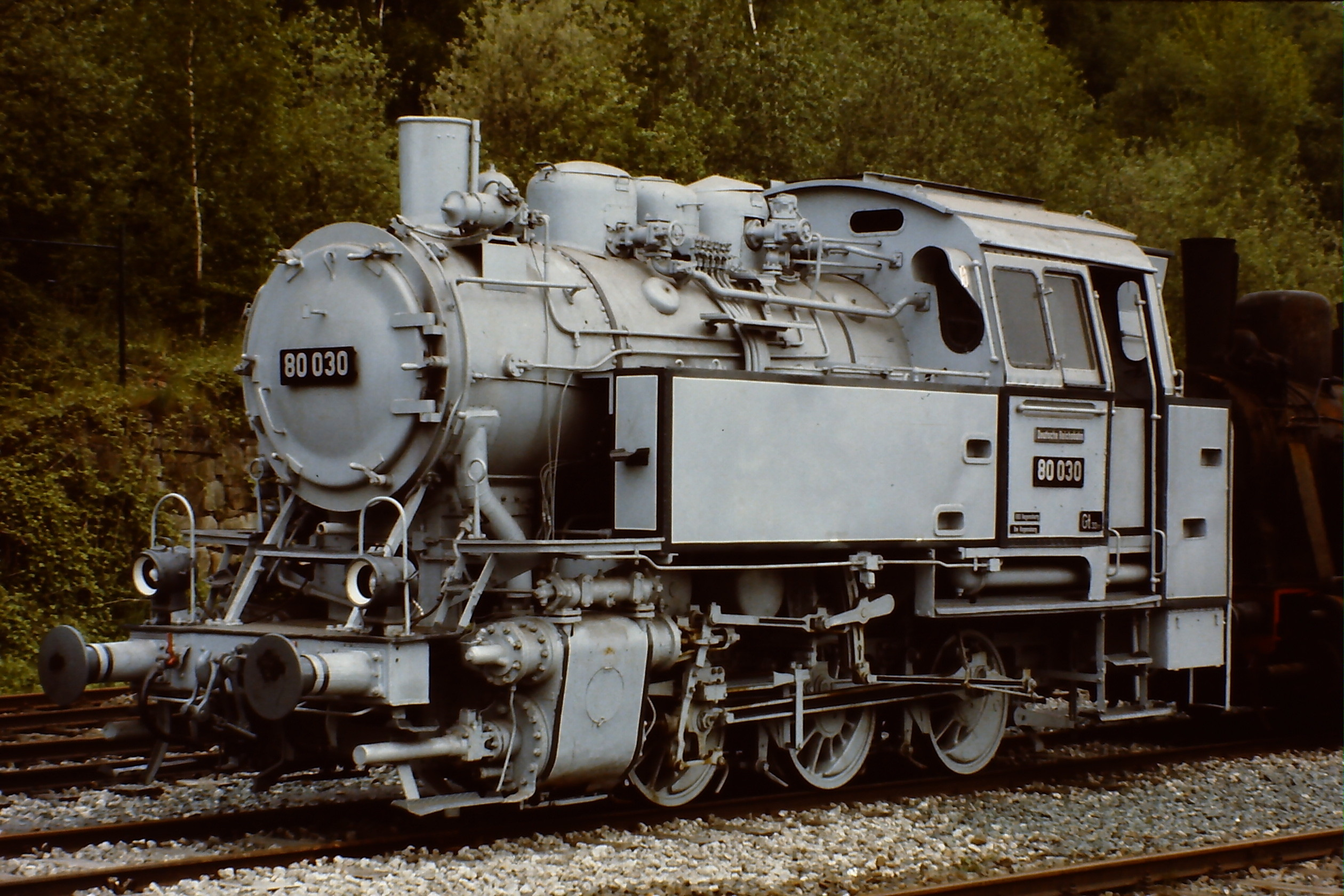
DRG 80 030

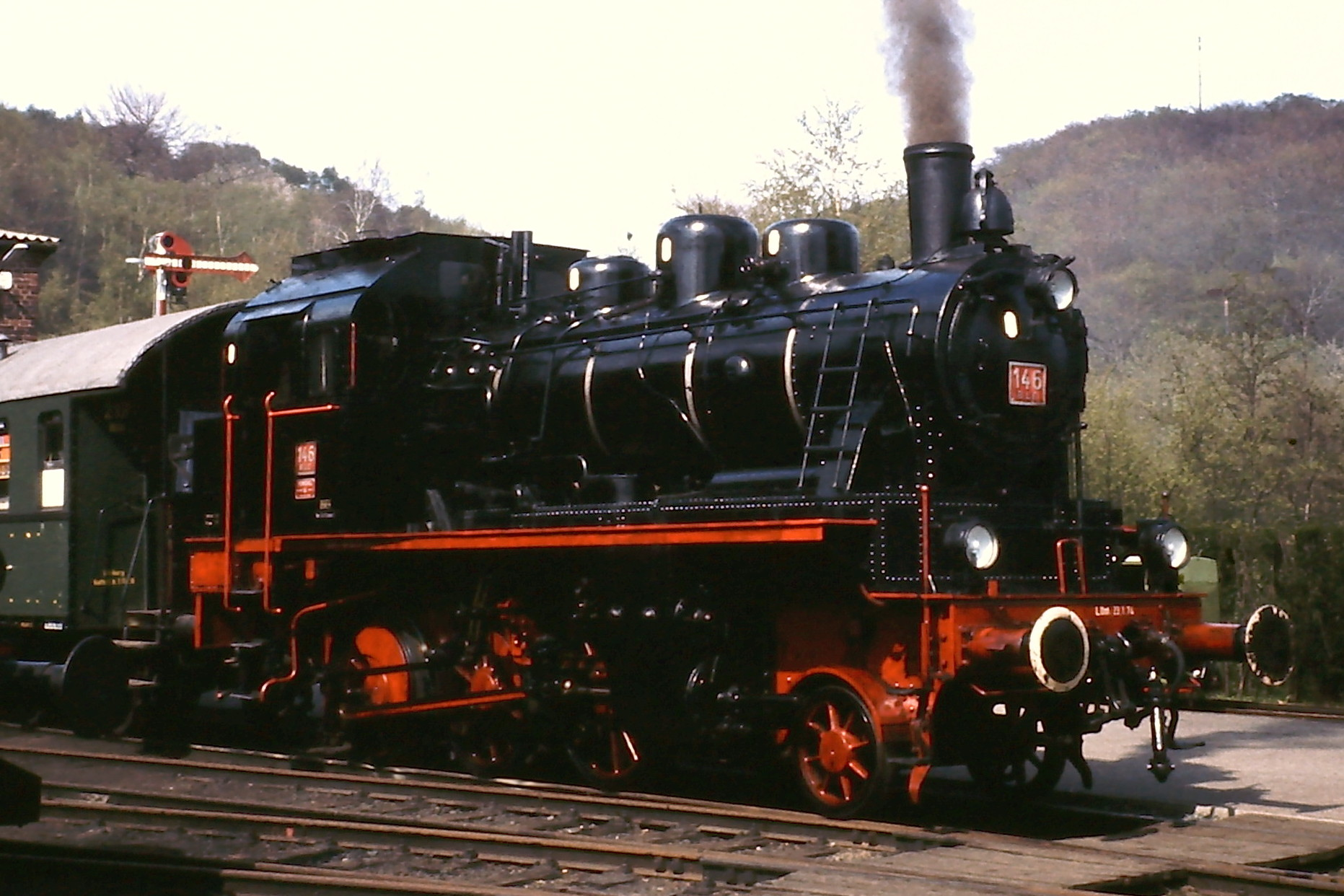
BLE 146 (Typ ELNA 2)

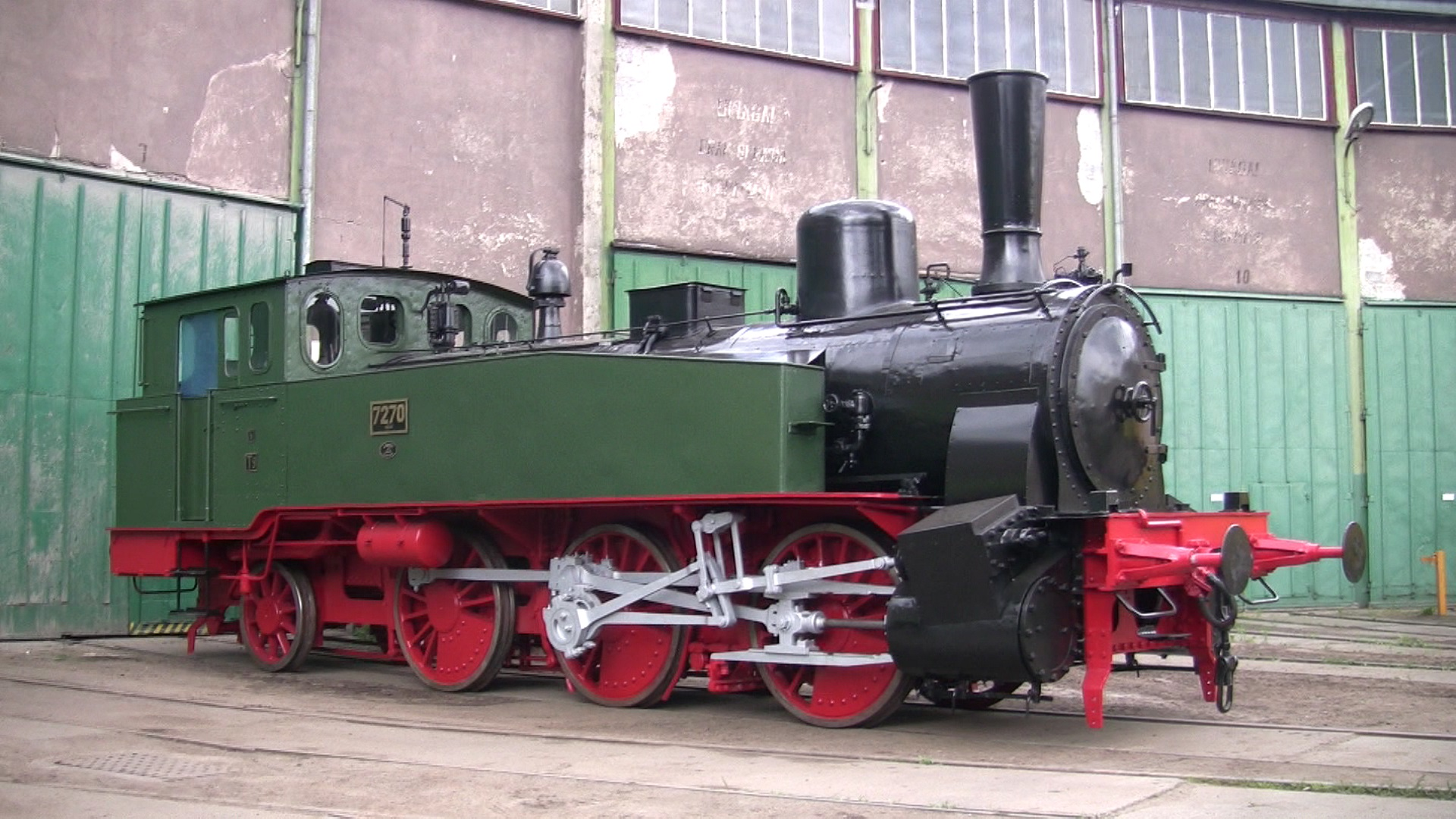
Cöln 7270

Die Ursprünge der Fahrzeugsammlung reichen bis in das Jahr 1967 zurück. Es sind verschiedene Dampflokomotiven und andere technisch interessante Eisenbahnfahrzeuge aus verschiedenen Epochen ausgestellt. Die Fahrzeugsammlung umfasst mehr als 120 Schienenfahrzeuge aus der Zeit von 1853 bis 1976. Anhand dieser Exponate gewinnen die Besucher einen umfassenden Überblick über die Entwicklung von Lokomotiven und Wagen der deutschen Eisenbahn. Neben bedeutenden und richtungsweisenden Lokomotivbauarten werden auch markante Reisezug- und Güterwagen der Nachwelt erhalten. Viele Exponate gelten als Rarität, da sie äußerst selten sind oder als einzig erhaltenes Exemplar vor der Verschrottung bewahrt worden sind. Aber auch Spezialbereiche des Eisenbahnwesens wie beispielsweise Signaltechnik und Fahrkartendrucker werden anhand erhaltener historischer Geräte dokumentiert. Zu den Exponaten gehört unter anderem eine Signalsammlung mit einem funktionsfähigen preußischen Ständer-Stellwerk, das bis 1982 in Köln-Mülheim stand. Die Exponate werden von etwa 120 meist ehrenamtlich tätigen Mitarbeitern gepflegt.
Beispiele der ausgestellten Regelspur-Lokomotiven:
- DR-Baureihe 01 (01 008)
- DR-Baureihe 44 (044 377-0)
- DR-Baureihe 50 (053 075-8)
- Preußische T 12 (DB-Baureihe 74 (1192))
- DR-Baureihe 80 in der Zechenbahnlackierung als RAG D724 (80 030)
- Preußische P 8 (DB-Baureihe 38 (38 2267))
- Preußische T 9.1, ausgestellt vor dem Starlight Express Theater
- Preußische T 20 (DR-Baureihe 95 (95 0028-1)
- Württembergische Hz (DB-Baureihe 97.5 (97 502))
- Preußische G 8.1 (DB-Baureihe 55 (3345))
- DB-Baureihe 66 (66 002, die einzige erhaltene Lok dieser Baureihe)
- BLE 146, Typ ELNA 2
- bay. EP 2 (E 32) (E 32 27, die einzige erhaltene Lok dieser Baureihe)
- DR-Baureihe E 94 (E 94 080)
- Wehrmachtslokomotive WR 360 C 14 (DB-Baureihe V 36 (V 36 231))
- DB-Baureihe V 100 (212 007-9)
- DB-Baureihe V 200.0 (V 200 017)
- Wismarer Schienenbus (T 2)
- Schienen-Straßen-Omnibus (einzig erhaltenes Exemplar)
- Hibernia 41-E (die einzige erhaltene Lok dieser Art)
- DB-Baureihe ETA 150 (515 556-9)
- Henschel E 1200 (E 1200 003)
- Henschel DH 500 Ca, ehemalige Werkslokomotive Nr. 5 des Opelwerks Bochum
- Tunnelmesswagen DB 712 001

## Drehort für Kino- und Fernsehproduktionen
Fahrzeuge und Anlagen des Eisenbahnmuseums spielten und spielen mehrfach bei Film- und Fernsehproduktionen mit. So entstanden beispielsweise im alten Bahnhof Dahlhausen und auf dem Museumsgelände ein großer Teil der Eisenbahnaufnahmen des mehrfach prämierten Kinofilmes Das Wunder von Bern (unter anderem Deutscher Filmpreis und Preis von Locarno). Weitere Filmproduktionen, die zum Teil im Eisenbahnmuseum Bochum oder in dessen historischen Fahrzeugen gedreht wurden, sind Berlin 36 (2009), Das Blaue vom Himmel (2011) und Landauer (2013). Für verschiedene Fernsehproduktionen, wie die Hitlisten des Westens im WDR, die WDR Lokalzeit, das Galileo-Magazin, die Kopfballshow oder Die Sendung mit der Maus wurde die historische Kulisse des ehemaligen Bahnbetriebswerks ebenfalls genutzt.